# Gosenbach

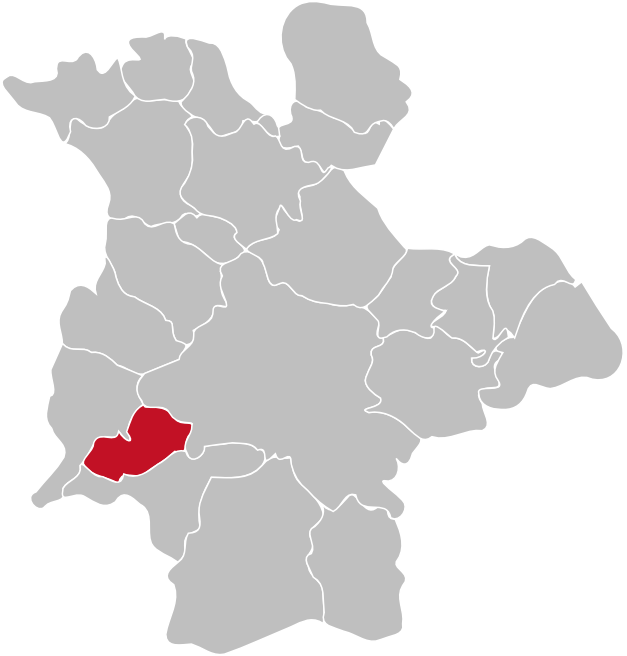
Os bairros da cidade de Siegen e a localização de Gosenbach (em vermelho)

Gosenbach é um bairro (Stadtteil) da cidade de Siegen, na Alemanha. Gosenbach é também o nome do riacho (em alemão, Bach) que atravessa o bairro e no qual, no centro do bairro, deságua o riacho Schelderbach.
Gosenbach localiza-se no distrito municipal (Stadtbezirk) VI (Sul) da cidade. O bairro é delimitado, a leste, pelo centro de Siegen, a noroeste, pelo bairro de Oberschelden e, ao sul, pelo bairro de Niederschelden. Em 31 de dezembro de 2015, a população de Gosenbach era de 2 300 habitantes.